# 김성찬 (배우)
김성찬(金成讚, 1954년 10월 8일(음력 9월 12일) ~ 1999년 11월 7일)은 대한민국의 배우이다.

## 학력
- 선인종합고등학교 졸업
- 홍익대학교 예술학과 중퇴

## 생애
1971년 연극배우로 첫 데뷔하였고 2년 후 1973년 MBC 공채 탤런트로 정식 데뷔하였다. 1999년 KBS 2TV 《도전! 지구탐험대》 촬영을 위해 태국과 라오스 접경 지역에 체류하던 도중 급성 말라리아에 걸려 급히 귀국 조치되었으나 얼마 못가서 사망하고 말았다.

## 출연작

### 영화
- 《엄마에게 애인이 생겼어요!》 (1995년)
- 《천재 선언》 (1995년)
- 《48+1》 (1995년)
- 《칙칙이의 내일은 챔피언》 (1991년)
- 《서울 통화중》 (1990년)
- 《남자 시장》 (1990년)
- 《못먹어도 고》 (1989년)
- 《멋장이 세상》 (1988년)
- 《가루지기》 (1988년)
- 《레테의 연가》 (1987년)
- 《성춘향》 (1987년)
- 《야누스의 불꽃 여자》 (1987년)
- 《작은 고추》 (1986년)
- 《어우동》 (1985년)
- 《졸업여행》 (1985년)
- 《밤의 열기 속으로》 (1985년)
- 《바람 불어 좋은 날》 (1980년)

### 텔레비전 드라마
- 1980년 전원일기(MBC) - 일용과 용식의 친구 역
- 1983년 3840 유격대 (MBC)
- 1987년 부초(MBC)
- 1988년 TV 손자병법(KBS2) - 여포 역
- 1989년 무풍지대(KBS2) - 눈물의 곡절 역
- 1989년 독도 수비대(MBC) - 황영문 역
- 1990년 야망의 세월(KBS2) - 골성찬 역
- 1992년 아들과 딸(MBC)
- 1993년 봉이전(KBS1)
- 1994년 대추나무 사랑걸렸네(KBS1)
- 1996년 용의 눈물(KBS1) - 최내관 역

### CF
- 1988년 안국약품 포엘 (Feat. KBS TV손자병법 팀)
- 1988년 대웅제약 미란타 (Feat. KBS TV손자병법 팀)
- 1989년 ~ 1992년 해태음료 해태 과일촌 (Feat.현석, 박인환)
- 1990년 한국와이어스 스트레스 탑스 플러스 (Feat. KBS TV손자병법 팀)
- 1990년 삼양식품 삼양 즉석 잡채/삼양 쌀라면 육개장
- 1991년 동양투자신탁
- 1994년 유한양행 콘택 600

### 연극
- 《닥터 크레이지》 (1995년)

## 수상 경력
- 1981년 제17회 《백상예술대상》영화부문 남자 신인연기상 - 바람 불어 좋은 날